# Burbank (Oklahoma)
Burbank es un pueblo ubicado en el condado de Osage en el estado estadounidense de Oklahoma. En el año 2010 tenía una población de 141 habitantes y una densidad poblacional de 156,67 personas por km².

## Geografía
Burbank se encuentra ubicado en las coordenadas 36°41′46″N 96°43′41″O / 36.69611, -96.72806 (36.695983, -96.727978).

## Demografía
Según la Oficina del Censo en 2000 los ingresos medios por hogar en la localidad eran de $20,000 y los ingresos medios por familia eran $30,750. Los hombres tenían unos ingresos medios de $25,000 frente a los $21,250 para las mujeres. La renta per cápita para la localidad era de $13,686. Alrededor del 24.1% de la población estaban por debajo del umbral de pobreza.